# Argia hasemani
Argia hasemani là một loài chuồn chuồn kim trong họ Coenagrionidae.
Argia hasemani được Calvert miêu tả khoa học năm 1909.